# 984
| Calendário gregoriano                                                        | 984 CMLXXXIV                                          |
| Ab urbe condita                                                              | 1737                                                  |
| Calendário arménio                                                           | 433 – 434                                             |
| Calendário bahá'í                                                            | -860 – -859                                           |
| Calendário budista                                                           | 1528                                                  |
| Calendário chinês                                                            | 3680 – 3681 Início a 5 de fevereiro (aproximadamente) |
| Calendário copta                                                             | 700 – 701                                             |
| Calendário etíope                                                            | 976 – 977                                             |
| Calendários hindus - Vikram Samvat - Calendário nacional indiano - Cáli Iuga | 1039 – 1040 905 – 906 4084 – 4085                     |
| Calendário Holoceno                                                          | 10984                                                 |
| Calendário islâmico                                                          | 373 – 374                                             |
| Calendário judaico                                                           | 4744 – 4745                                           |
| Calendário persa                                                             | 362 – 363                                             |
| Calendário rúnico                                                            | 1234                                                  |
| Calendário solar tailandês                                                   | 1527                                                  |

984 (CMLXXXIV na numeração romana) foi um ano bissexto do século X do Calendário Juliano, da Era de Cristo, teve início a uma terça-feira e terminou a uma quarta-feira e as suas letras dominicais foram  F e E (52 semanas).
No território que viria a ser o reino de Portugal estava em vigor a Era de César que já contava 1022 anos.
| Ano completo                          |
| ------------------------------------- |
| Ano bissexto com início à terça-feira |

## Eventos
- O Imperador En'yu do Japão abdica do trono.
- Imperador Kazan ascende ao trono do Japão.

## Mortes
- 20 de Agosto - Papa João XIV